# Magikerns lärling
Magikerns lärling är del 1 i Raymond E. Feists fantasybokserie Kriget om Rämnan. Den är utgiven på svenska, ursprungligen 1992 av Midkemian books i översättning av Kjell Gunnarsson och sedan 2002 av Wahlströms bokförlag i översättning av Martin Olsson. I den svenska utgåvan är den delad i tre delar: Magikerns lärling, Mellan två världar och Magins mästare. De som har gjort omslagen till de svenska översättningarna heter för Midkemian Books Christoffer L. Tornérhielm, och för Wahlströms Geoff Taylor.

## Handling[8]
Det hela utspelar sig i Midkemia, Crydee, en liten stad. En magiker som heter Kulgan tar den föräldralöse kökspojken Pug som lärling. Pug är inte så bra på magi, men en dag räddar han prinsessan Carline, hertig Borrics dotter från några troll. Hertig Borric gör därför Pug till väpnare som tack för att han räddat Carline. Carline blir kär i Pug, och därför hamnar Pug i rivalitet med en annan väpnare, Roland, som också är kär i henne. En dag hittar Pug tillsammans med sin bästa vän Thomas ett skeppsbrutet fartyg och en mystisk döende man. Prästen fader Tully tar med hjälp av magi reda på att mannen kommer från en annan värld, Kelewan där det finns ett mäktigt krigarfolk, tsuranierna. De har tagit sig in i Midkemia genom en rämna som de kan gå genom världar och har tänkt att invadera Midkemia. Hertig Borric lämnar Crydee med sin son Arutha, Kulgan, Pug och Thomas Crydee för att varna kungen om tsuranierna. På vägen till kungen träffar dem Dolgan som leder dem till Mac Mordain Cadal-gruvorna, men Thomas försvinner och Dolgan går ensam tillbaka till gruvorna för att söka efter Thomas. Han hittar Thomas tillsammans med en drake, Rhuagh som är mycket gammal. Draken dör och ger Thomas en gyllende rustning som arv till honom. Rustningen visar sig vara magisk och Thomas kan se i mörkret med den på. Hertigen och hans sällskap ger sig av till Krondor, huvudstaden i Kungliga rikets västra sfär med en båt. Ett oväder tvingar dem att lägga till vid Den svartes ö, en legendarisk ö där magikern Macros bor. Macros varnar dem för en farofylld tid och lovar dem att komma till undsättning när de mest behöver det.

## Lista över kapitel[8]
- 1 Storm
- 2 Lärling
- 3 Borgen
- 4 Överfall
- 5 Skeppsbrott
- 6 Alvrådslag
- 7 Samförstånd
- 8 Färd
- 9 Mac Mordain Cadal
- 10 Räddning
- 11 Den svartes ö

## Serie
Marvel har gjort en serie baserad på Magikerns lärling på engelska.